# Endokrina systemet

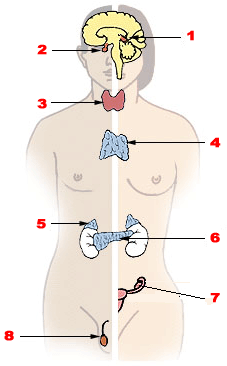
Större endokrina körtlar hos människa (man till vänster, kvinna till höger): 1. Tallkottkörteln 2. Hypofysen 3. Sköldkörteln 4. Bräss 5. Binjurarna 6. Bukspottkörteln 7. Äggstock 8. Testikel

Endokrina systemet är ett organsystem som fungerar som ett kontrollsystem som insöndrar kemiska signaler, vilka kallas hormoner. Hormonerna sprids i det kardiovaskulära systemet och påverkar avlägsna celler i specifika målorgan, där de styr en rad olika funktioner. Exokrina körtlar, som svettkörtlar och spottkörtlar, utsöndrar istället kemiskt material ut ur kroppen.
Inom medicin är det specialområdet endokrinologi som har hand om störningar på det endokrina systemet. Endokrinologi är en gren av internmedicin.
Det endokrina systemet regleras genom negativ återkoppling. Ökad hormonaktivitet minskar produktionen av det hormonet.

## System i endokrina systemet
Endokrina systemet är kroppens system för hormonutsöndring. Det består av flera system:
- Hormonkörtlar
- Enteroendokrina systemet som består av celler i mag- och tarmkanalen, vilka utsöndrar hormoner och signalsubstanser som serotonin, histamin, glukagon, med mera, vilka dock ofta huvudsakligen bildas av hormonkörtlar.
- Kromaffinsystemet som finns i flera organ, och vilka delvis består av kromsalter.
- Neurosekretoriska system eller neuroendokrina systemet, vilket är ett system som sammanbinder endokrina systemet med nervsystemet, av vilket hypotalamus-hypofyssystemet och tallkottkörteln tillhör endokrina systemet.

## Fysiologi
Det endokrina systemet tillgodoser en kemisk koppling mellan hypotalamus i hjärnan och alla organ som kontrollerar metabolism, tillväxt och sexuell reproduktion. Hormonerna används även för att reglera homeostas.
Man brukar dela in hormonerna som insöndras i kroppen i fyra klasser:
1. Aminoderiverade hormoner
2. Lipidhormoner och fosfolipidhormoner (räknas ibland in i samma grupp som aminoderiverade hormoner)
3. Peptidhormoner
4. Steroidhormoner

### Aminoderiverade hormoner
Aminoderiverade hormoner är derivat av aminosyran tyrosin eller tryptofan. Från tyrosin bildas tyreoideahormoner i sköldkörteln samt katekolaminer i binjuremärgen. Från tryptofan bildas serotonin i tarmen, som sedan i sin tur kan omvandlas till melatonin.

### Lipid- och fosfolipidhormoner
Lipid- och fosfolipidhormoner bildas av fetter (lipider) eller fosfolipider. Hos människa är det hormoner av fettsyran arakidonsyra som har störst betydelse. Arakidonsyra frisätts från cellmembranet när enzymet fosfolipas A2 spjälkar fosfolipiden fosfatidylinositoltrifosfat. Från arakidonsyra bildas sedan eikosanoider, såsom prostaglandiner, tromboxaner och leukotriener.

### Peptidhormoner
Peptidhormoner binder till receptorer på den externa cellytan och använder second messengers för att förändra den inre cellmiljön vilket leder till en ändrad enzymatisk aktivitet och ändrad proteinsyntes.

### Steroidhormoner
Steroidhormoner bildas av kolesterol och är fettlösliga.
Signalöverföringen av vissa steroidhormoner involverar steroidreceptorer i cellkärnan som ändrar cellens genuttryck genom att fungera som transkriptionsfaktorer för DNA. Det ändrade genuttrycket får cellerna att differentiera vilket leder till ändrat beteende, ändrad morfologi. Det finns även steroidhormoner som binder till receptorer och aktiverar second messengers vilket ger ett snabbare svar.

## Transport

### Lokala hormoner och neurohormoner
Lokala hormoner, såsom eikosanoiderna, transporteras via vävnadsvätskan den korta bit de ska färdas. Neurohormoner kan antingen transporteras i kapillärnätverk (portakretslopp) eller transporteras i vesiklar via nervfibrer till en mellanlagringsstation för att sedan utsöndras därifrån. De två viktigaste neurohormonerna hos människa, oxytocin och antidiuretiskt hormon, binds i vesiklarna till ett transportprotein benämnt neurofysin (neurofysin I för oxytocin och neurofysin II för ADH).

### Transportproteiner
Vattenlösliga hormoner, såsom katekolaminer och peptidhormoner, är oftast lösta direkt i blodet. Fettlösliga hormoner, till exempel steroider och tyreoideahormoner, måste däremot bindas till ett transportprotein för att kunna transporteras. Då bundna hormoner är för stora för att passera kärlväggarna i blodbanan är det bara fria hormoner som har biologisk effekt. Därför finns även en viss del (0,02–10 %) fettlösliga hormoner i blodet, vilken står i ett jämviktsförhållande till de bundna hormonerna. Även vissa vattenlösliga hormoner, bland annat tillväxthormon, transporteras med hjälp av transportproteiner.
Transportproteinerna produceras i levern under inverkan av östrogener (stimulerande effekt) och androgener (hämmande effekt). De två typerna av transportproteiner är specifika (globuliner) och ospecifika (albumin och transthyretin). De specifika transportproteinerna är av fyra huvudtyper, som har fått namn efter de hormoner de transporterar: Kortisolbindande globulin (CBG), sexualhormonbindande globulin (SHBG), tyroxinbindande globulin (TBG, även kallat transcortin) och vitamin D-bindande globulin (DBG). Albumin kan binda till såväl tyreoideahormonerer som de flesta steroider. Transthyretin binder till tyroxin och ett fåtal steroider.
Genom att transportproteinerna vanligen inte utnyttjar sin fulla kapacitet att binda hormoner skapas en säkerhetsbuffert ifall för mycket hormon skulle utsöndras, något som kan ske vid vissa sjukdomar.

## Endokrina organ och vävnader

### Binjurarna

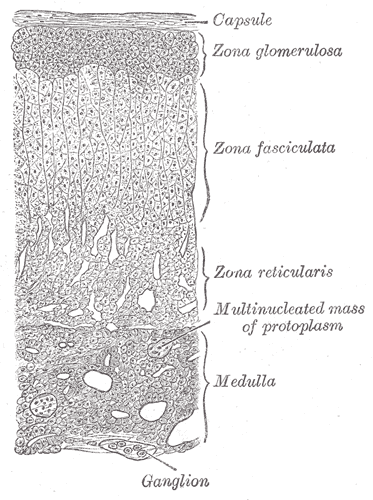
De olika lagren i binjuren.

I binjurebarken finns gott om kolesterol, som ger strukturen en gulaktig färg. Kolesterolet omvandlas till kortikoider genom inverkan av enzymer i de olika lagren i binjurebarken.
Barken är uppdelad i tre lager med olika celltyper: zona glomerulosa, zona fasciculata och zona reticularis. Mineralokortikoider (främst aldosteron), produceras i zona glomerulosa (cellskiktet längst ut, närmst binjurekapseln). Glukokortikoider (främst kortisol) produceras i zona fasciculata och zona reticularis. I zona reticularis (närmast binjuremärgen) tillverkas androgener (bland annat DHEA och testosteron). Addisons sjukdom och Cushings syndrom är sjukdomar som kan drabba binjurebarken och hämma respektive överstimulera bildandet av glukokortikoider. Hyperaldosteronism överstimulerar produktionen av aldosteron, vilket orsakar förhöjt blodtryck.
Aldosteronproduktionen regleras genom renin-angiotensinsystemet (RAAS) och aldosteronet transporteras med albumin. Kortisolproduktionen regleras av stressaxeln, genom hormonet ACTH från adenohypofysen, som i sin tur styrs av hormonet kortikotropinfrisättande hormon från hypotalamus. Även androgenproduktionen i binjurebarkens innersta lager stimuleras av ACTH, men även av höga koncentrationer prolaktin och andra hormoner. Hos kvinnor svarar androgenproduktionen i binjurebarken för sexuallusten, medan produktionen hos män är underordnad testiklarnas produktion av testosteron och andra androgener.
I binjuremärgen produceras katekolaminer: adrenalin (cirka 80 %), noradrenalin (cirka 20 %), men även mindre mängder dopamin. Katekolaminerna bildas av aminosyran tyrosin och regleras av låga glukosnivåer i blodet och genom stress, på samma sätt som kortisol. Katekolaminerna binder sedan till adrenerga receptorer, vilka kan vara av alfa- respektive betatyp.

### Bisköldkörtlarna
Bisköldkörtlarna eller parathyroidea består av parathyroidceller som producerar parathormon (PTH) och oxyfila celler, däribland Hürthleceller. PTH styr kroppens balans av kalcium och fosfat genom att verka som antagonist mot kalcitonin. Överaktivitet i bisköldkörtlarna kallas hyperparatyreos, vilket kan leda till vitamin D-brist eller njurproblem. Underaktivitet kallas hypoparatyreos och leder till hypokalcemi.

### Brässen
Brässen producerar thymushormoner, som får T-lymfocyter att mogna. Brässen är stor hos barn, men börjar minska i samband med puberteten och är i 50-årsåldern bara en tredjedel så stor som strax före puberteten

### Bukspottkörteln
Langerhanska öarna i bukspottkörteln består av alfaceller som producerar glukagon, betaceller som producerar insulin, deltaceller som producerar somatostatin, epsilonceller som producerar gherin och PP-celler som producerar pancreatisk polypeptid.

### Fettvävnad
De vita fettcellerna i fettvävnaden producerar adiponektin, leptin, resistin och TNF-α. Andra hormoner som bildas i fettvävnaden är bland annat interleukin 6, plasminogenaktivatorhämmare (PAI) och östradiol.

### Hjärtat
Hjärtat insöndrar natriuretisk förmaksfaktor (ANP), vilket är ett hormon som sätts igång när blodmängden genom hjärtat blir för stor. Det är en kraftig vasodilator (vidgar blodkärl) som också gör att njuren utsöndrar mer natrium och vatten i urinen, genom att hämma produktionen av aldosteron och ADH.

### Hypofysen

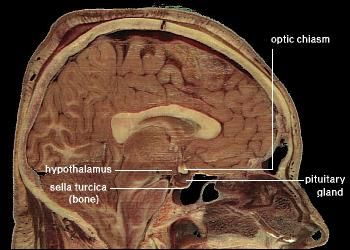
Hypofysen (pituary gland) och hypotalamus, samt synnervskorset (optic chiasm)

Hypofysens endokrina aktivitet ingår i hypotalamus-hypofyssystemet, som är en del av det neuroendokrina systemet. Hypofysens främre lob, adenohypofysen tillverkar sex huvudtyper av hormoner.
1. Adrenokortikotropiskt hormon (ACTH, korticotropin) styr kortisolinsöndringen i binjurebarken. Insöndringen av ACTH från hypofysen stimuleras av hormonet kortikotropinfrisättande hormon från hypotalamus.
2. Follikelstimulerande hormon (FSH) är ett gonadotropin. FSH får äggstockarna att producera östrogen och progesteron samt sätter igång ägglossningen, respektive stimulerar testosteron- och spermieproduktionen i testiklarna.
3. Prolaktin (PRL) styr tillsammans med oxytocin frisättningen av mjölk i mjölkkörtlarna, och bildande av oligodendrocytstamceller. I hypofysen produceras två hormoner, PRL-RH som stimulerar prolaktinproduktionen och dopamin (PRL-IH) som hämmar den. Det frisätts i respons på TRH och prolaktinfrisättande hormon.
4. Tillväxthormon (GH) styr tillväxten i skelett, vävnader och muskler. Detta sker genom att hormonet stimulerar broskceller att tillväxa, proteiner att syntetisera i vävnader och IGF-1 att bildas. I viss mån har GH en antiinsulinerg effekt, genom att minska cellernas möjlighet att ta upp glukos samtidigt som nedbrytningen av fettceller stimuleras. Mängden GH som insöndras beror främst på två hormoner från hypotalamus, GH-RH (stimulerande) och somatostatin (GH-IH, hämmande). Andra faktorer som påverkar GH är bland annat könshormoner, insulin, insulinliknande tillväxtfaktor och tyroidhormoner.
5. Tyreoideastimulerande hormon (TSH, tyrotropin) styr bildandet av tyroxin och trijodtyronin i sköldkörteln. Somatostatin har en hämmande effekt på insöndringen av TSH. Det frisätts i respons på TRH.
6. Luteiniserande hormon (LH) är liksom FSH ett gonadotropin, som styr äggstockars och testiklars in- och utsöndring. LH stimulerar Leydigcellerna i testiklarna att tillverka androgener och får äggblåsan hos kvinnor mogna, ovulera (lossna) och utveckla en gulkropp (se även menstruationscykeln).

Produktionen av dessa hormoner fortsätter även om förbindelsen mellan hypotalamus och hypofysen skulle brytas, med undantag för prolaktin, där dopamin från andra källor skulle hämma insöndringen.
Den bakre loben, neurohypofysen, är inte en endokrin körtel i egentlig mening, utan frisätter neurohormoner (oxytocin och antidiuretiskt hormon) som bildats i hypotalamus.
Hos foster av människa finns även en mellanlob, pars intermedia, vilket producerar melanocytstimulerande hormon. Denna mellanstruktur tillbakabildas sedan, men hos många ryggradsdjur, såsom de flesta fiskar och vissa apor, finns den även hos adulter.

### Hypotalamus
Hypotalamus är det område i hjärnan som är ansvarigt för det allra mesta som rör det endokrina systemet såväl som det autonoma nervsystemet. Genom hypofysstjälken skickar hypotalamus hormonella och nervösa signaler till hypofysen. Genom hypofysstjälkens portakretslopp transporteras hormonfrisättande hormon från hypotalamus via blodbanan till hypofysens framlob. Neurohypofyshormoner som bildats av nervceller i hypotalamus transporteras via nervtrådar i hypofysstjälken till hypofysens baklob där de lagras och frisätts.
Hormoner som hypotalamus producerar och skickar till hypofysen inkluderar:
- Tyreotropinfrisättande hormon (TRH, protirelin)
- Gonadotropinfrisättande hormon (GnRH)
- Tillväxthormonfrisättande hormon (GHRH)
- Kortikotropinfrisättande hormon (CRH)
- Somatostatin (SS)
- Dopamin (DA)

### Levern
Levern producerar insulin-like growth factor (IGF), angiotensinogen, kalcidiol (25 OH-vitamin D3), trombopoietin och i viss mån östrogen.

### Matsmältningssystemet
Magsäcken och tarmarna producerar gastrointestinala hormoner och främst lokala hormoner, såsom:
- Cholecystokinin (CCK)
- Gastrin
- Ghrelin
- Neuropeptid Y (NPY)
- Sekretin
- Somatostatin 28

### Njurarna
Njurarna påverkas av flera olika hormoner och svarar på dessa. Vid en förhöjd halt parathormon (från bisköldkörtlarna) omvandlas kalcidiol från levern till kalcitriol (1,25-(OH2) vitamin D3) i njurarna. Andra hormoner som bildas är renin och erytropoietin (EPO).

### Placenta (under graviditeten)
Placentans främsta endokrina uppgift är att bibehålla halten av gonadotropiner i blodet för att motverka spontan abort. Detta sker med hjälp av flera olika hormoner:
- Progesteron
- Östrogener (främst östriol)
- HCG (Human chorionic gonadotropin), vilket har samma effekt som LH
- Placentalaktogen (HPL)

### Sköldkörteln
Sköldkörteln eller tyreoidea producerar tyreoideahormoner (T3 och T4) samt kalcitonin. Hos däggdjur produceras mest T4 (20–30 gånger mer), men i målcellerna konverteras det mesta till T3. Sköldkörtelhormonerna har det huvudsakliga ansvaret för ämnesomsättningen, men påverkar även hjärtrytmen och blodtrycket. De behövs dessutom för utvecklingen av benceller och förgreningen av nervceller.
Tyreotropinfrisättande hormon (TRH) från hypotalamus stimulerar hypofysen att insöndra tyreoideastimulerande hormon (TSH). TSH i sin tur stimulerar tyreoidea att producera och insöndra tyreoideahormoner (T3 och T4).
Giftstruma innebär en förhöjd aktivitet hos sköldkörteln, vilket ger en ökad metabolism med förhöjd kroppstemperatur, viktnedgång, svettingar, högt blodtryck och irriterat humör som följd. Motsatsen, hypothyroidism, ger viktuppgång, trötthet och känslighet för kyla, samt kan orsaka kretinism hos spädbarn. Vid struma är sköldkörteln förstorad, till följd av jodbrist, inflammationer eller tumörer.

### Tallkottkörteln
Tallkottkörteln (epifysen) styr frisättningen av dimetyltryptamin och melatonin. Halten melatonin styrs av hjärnans biologiska klocka i hypotalamus, som i sin tur får information från ögonen om andelen ljus och mörker i omgivningen. Därigenom medverkar hormonet till att upprätthålla dygnsrytmen. Hos däggdjur med brunstperoider spelar melatonin en viktig roll. Melatoninet tas sedan upp av melatoninreceptorer, främst i huden.

### Testiklar
Testiklar producerar androgener (främst testosteron) under inverkan av gonadotropinerna från hypofysen (se avsnittet om hypofysen).

### Äggstock
Under inverkan av gonadotropinerna från hypofysen (se avsnittet om hypofysen) producerar äggstockarna könshormoner. Folliklarna tillverkar östrogener (främst östradiol) och gulkroppen producerar progesteron samt östrogener (även här främst östradiol).

### Webbkällor
- ”Svenska MeSH”. Arkiverad från originalet den 4 augusti 2009. https://web.archive.org/web/20090804235510/http://mesh.kib.ki.se/swemesh/swebrowse.cfm. Läst 9 februari 2007.